# Umberto Pennano
Umberto Pennano (né et mort à des dates inconnues) est un joueur de football italien, qui évoluait au poste de gardien de but.

## Biographie
Il dispute son premier match sous les couleurs de la Juventus contre les rivaux du Torino Football Club dans le Derby della Mole du 7 novembre 1909 lors d'une défaite 3-1. Son dernier match, lui, a lieu contre la même équipe le 9 février 1913, pour une défaite sur le score de 8-6. 
Il joue au total 46 matchs sous le maillot bianconero et encaisse en tout 107 buts.

## Statistiques
| Saison         | Club           | Championnat     | Championnat  | Championnat    |
| Saison         | Club           | Compétition     | Matchs joués | Buts encaissés |
| -------------- | -------------- | --------------- | ------------ | -------------- |
| 1909-1910      | Juventus       | Prima categoria | 9            | -13            |
| 1910-1911      | Juventus       | Prima categoria | 13           | -21            |
| 1911-1912      | Juventus       | Prima categoria | 17           | -45            |
| 1912-1913      | Juventus       | Prima categoria | 7            | -28            |
| Total Juventus | Total Juventus |                 | 46           | -107           |
| Total carrière | Total carrière |                 | 46           | -107           |